# Jan Vitéz
Jan Vitéz (ur. 1405 albo 1408, zm. 11 sierpnia 1472) – arcybiskup ostrzyhomski, humanista, dyplomata, łacinnik, matematyk, astrolog i astronom.
Urodzony w Chorwacji, studiował w Wiedniu. Od 1445 był biskupem Waradynu, który przy pomocy uczonych takich jak Grzegorz z Sanoka czy Marcin Bylica zamienił je na ważne centrum naukowe. 11 maja 1465 objął arcybiskupstwo ostrzyhomskie, wraz z godnością prymasa Węgier. Zajmował wiele stanowisk w rządach Macieja Korwina. Założył Universitas Istropolitana w Pożoniu (teraz Bratysława – Słowacja).